# Time Boom X De Devil Dead
Time Boom X De Devil Dead è un album dub/reggae del produttore giamaicano Lee Perry e del gruppo inglese Dub Syndicate, uscito inizialmente su etichetta On-U Sound nel 1987 e ristampato dalla stessa etichetta nel 1997 e dalla EMI nel 2001.
L'album è stato co-prodotto da Lee Perry e Adrian Sherwood.

## Tracce
1. S.D.I.
2. Blinkers
3. Jungle
4. De Devil Dead
5. Music And Science Lovers
6. Kiss The Champion
7. Allergic To Lies
8. Time Conquer
9. Jungle (7" mix)
10. Jungle (Wall Of China mix)
11. Night Train

## Formazione
- Errol "Flabba" Holt - basso
- Style Scott - batteria
- Bingy Bunny, Dwight - chitarra
- Doctor Pablo - tastiere
- Bonjo Iyabinghi Noah - percussioni
- Steely - pianoforte
- Deadly" Headley Bennett - sassofono